# Río Cadagua
El río Cadagua (en euskera, Kadagua) es un río del norte de la península ibérica que discurre por las provincias españolas de Burgos y Vizcaya.

## Curso
Nace en los Montes de la Peña descendiendo por el valle de Mena (Burgos). Irriga las Encartaciones (Vizcaya), atravesando Valmaseda, Zalla, Güeñes y Alonsótegui y desemboca, como afluente del Nervión, en la ría de Bilbao (que es la unión de los ríos Ibaizábal y Nervión) en la frontera entre Bilbao (barrio de Castrejana y Zorroza) y Baracaldo (barrios de Las Delicias, Zubileta -también denominadas Castrejana-, Burceña y Luchana).
Aparece descrito en el quinto volumen del Diccionario geográfico-estadístico-histórico de España y sus posesiones de Ultramar de Pascual Madoz con las siguientes palabras:

CADAGUA ó SALCEDON: r. en la prov. de Burgos, part. jud. de Villarcayo: tiene origen en el valle de Mena y peña de que toma nombre, lleva su curso de O. á N., y baña las casas de Valmaseda (prov. de Vizcaya), cuya v. deja á la izq.; continúa á Zalla y desde aquí corre por Gueñes y Sodape, sigue á Alonsotegui, baja por Castrejana y sitio denominado Burcena, al de Luchana, en cuyas inmediaciones desagua en el Nervion ó Ibalzabal. (V.)
(Madoz, 1846, p. 110)

## Afluentes
Los afluentes más importantes son; el río Ordunte, que suministra agua al Pantano de Ordunte vertiendo de nuevo el sobrante al Cadagua, y el río Herrerías en Gordejuela. aunque también nutren al Cadagua otros pequeños ríos y arroyos que surgen en los montes de alrededor del denominado "Valle del Cadagua" como son: río Arciniega, río Llanteno-Ibaizabal, río Archola, arroyo Ocharán, arroyo Ganecogorta, arroyo Nocedal, arroyo Azordoyaga...etc

## Puentes
Varios de los puentes que permiten salvar el río destacan por su interés histórico o monumental.
El puente de la Muza o puente Viejo de Valmaseda, románico del siglo XIII, figura en el escudo de la villa y está declarado bien de interés cultural con categoría de Monumento.
El puente del Diablo o puente de Castrejana, cuya construcción se estima del siglo XIV o XV, une el barrio baracaldés de Las Delicias con el bilbaíno de Castrejana. En 1836, durante la primera guerra carlista fue objeto de un duro combate.
Cerca de su desembocadura, entre el barrio baracaldés de Burceña y el bilbaíno de Zorroza se construyeron varios puentes en el siglo XIX. En 1823 se levantó allí el primer puente colgante de cadenas, obra obra del arquitecto Antonio de Goicoechea. Se hundió en 1869 por el desbordamiento del río, y siete años después fue sustituido por el primer puente metálico realizado en Vizcaya, proyectado por Adolfo Ybarreta, que a su vez fue volado durante la Guerra Civil.

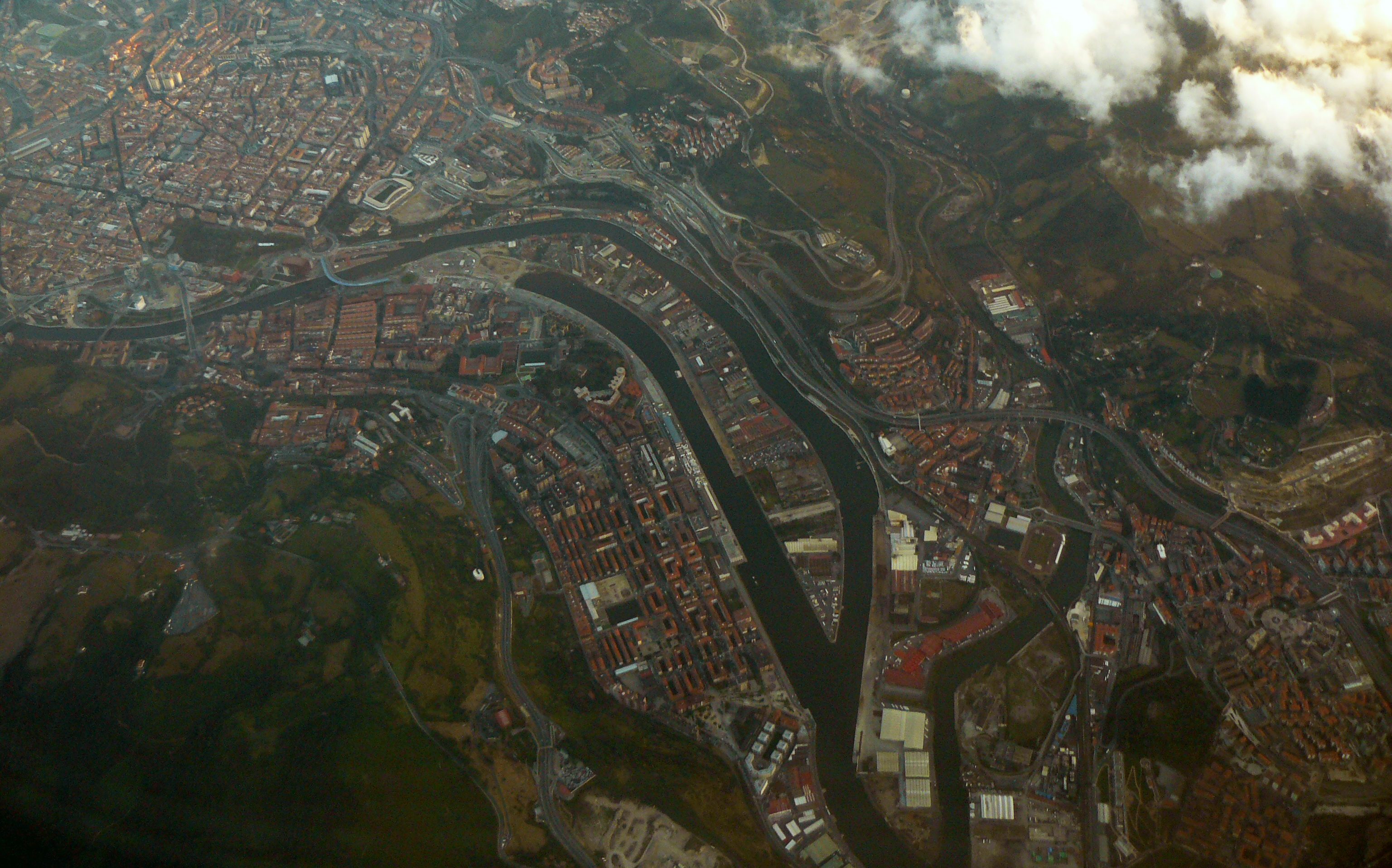
A la derecha, el río Cadagua, cerca de su desembocadura. En el centro, la rama principal de la Ría de Bilbao, proveniente del Nervión- Ibaizábal.

Cerca de él a finales del siglo XIX se construyó el viaducto del ferrocarril de Portugalete a Bilbao, llamado puente de Hierro de Don Pablo Alzola, por el ingeniero (y copropietario de la línea ferroviaria) que lo diseñó. La línea entró en funcionamiento en 1888, y el puente sigue aún en pie.